# Gaurotes tibetana
Gaurotes tibetana är en skalbaggsart som beskrevs av Cenek Podany 1962. Gaurotes tibetana ingår i släktet Gaurotes och familjen långhorningar. Inga underarter finns listade i Catalogue of Life.